# Svetomir Arsić-Basara
 (janvier 2018).
Si vous disposez d'ouvrages ou d'articles de référence ou si vous connaissez des sites web de qualité traitant du thème abordé ici, merci de compléter l'article en donnant les références utiles à sa vérifiabilité et en les liant à la section « Notes et références ».
Svetomir Arsić-Basara, né le 15 mai 1928 à Sevce (Štrpce) et mort le 11 mai 2024, est un sculpteur serbe.

## Biographie
Svetomir Arsić-Basara où a commencé son éducation à l’école primaire de Sevce, puis au collège d’Uroševac avant de terminer sa scolarité au lycée de Kosovska Mitrovica. En 1948, il entre à l'école des arts appliqués de Niš. En 1953, il est admis à l'Académie des arts appliqués de Belgrade, dont il est diplômé au mois de mars 1958. À partir de 1962, il enseigne la sculpture et la méthodologie dans les arts plastiques à l’école technique de pédagogie de Pristina. Il enseigne ensuite de 1973 jusqu’à sa retraite en 1995 dans le département de sculpture de l’Académie des Arts de Pristina.
Il fonde la colonie d’artiste de Dečani et est à l’initiative de la création du Club des artistes picturaux du Kosovo-et-Métochie en 1958.
En 1982, il est admis en tant que membre correspondant de l'Académie des Sciences et des Arts du Kosovo, qu’il quitte en 1990. En 1994 il est admis en tant que membre de plein droit à l’Académie serbe des sciences et des arts.
Sa première œuvre : La tête de la petite fille (Glava devojčice), est réalisée en argile en 1950, et depuis cette date, il participe à de nombreuses expositions collectives dans son pays et à l’étranger.
En 1969, il participe au symposium international des sculpteurs « Forma Viva » à Portorož.
En 2000, à l’Institut pour la littérature serbe de Leposavić, s’est tenu un symposium scientifique sur l’œuvre de Svetomira Arsić-Basara.
Il est l’auteur d’études sur la sculpture, de critiques littéraires et de nouvelles.
Svetomir Arsić-Basara est installé à Belgrade, où il meurt le 11 mai 2024, à l’âge de 95 ans.

## Œuvre sculpturale
À la fin des années 1970, la situation politique en Yougoslavie se détériore rapidement et le niveau culminant est atteint au Kosovo lors d'un des nombreux soulèvements d’après guerre de la population albanaise. Les motifs représentant le combat quotidien, existentiel, une lutte pour la survie d’une nation opprimée, font leur apparition soudaine dans les créations artistiques sur ce territoire,— et avant tout dans les sculptures de Svetomir Arsić-Basara.
Cette nouvelle thématique dans son œuvre a introduit une vivacité jusque-là inconnue dans la vie artistique en Yougoslavie. De nombreuses spécificités la caractérisent alors sur la scène artistique. Svetomir Arsić-Basara est devenu la figure centrale d’un changement de perception et d’un nouveau positionnement des arts plastiques dans la société serbe, et pas seulement dans son univers artistique. Il fut jusque-là perçu comme le représentant du formalisme moderne des années soixante et soixante-dix dans la sculpture serbe contemporaine et poursuivait la recherche de la pureté dans la forme abstraite, ne s’appuyant que sur la valeur esthétique de ses réalisations.
À partir de la fin des années quatre-vingt, il opéra un virage progressif en direction de l’expression du symbolisme et de la métaphore. En 1984, il surprend le public en découvrant lors d’une rétrospective de son œuvre à Belgrade, son cycle d’œuvres aux concepts créatifs radicalement en rupture avec ses réalisations précédentes. Au plus fort de la tragédie du Kosovo-et-Métochie, annonciatrice des changements à long terme de la scène politique yougoslave que l’artiste avait pressentis (ce n’est qu’à la fin des années quatre-vingt et plus particulièrement lors des dix dernières années du XXe siècle qu’auront lieu les événements annonciateurs et qui auront pour conséquences le démantèlement de la Yougoslavie et l’exode des trois peuples majoritaires qui la constituaient), il débute la réalisation d’un cycle de sculptures monumentales inspirées de l’histoire nationale, de ses héros et de ses saints. Il poursuit encore dans son œuvre le développement de ce Cycle.

## Expositions indépendantes
- 1956 : Bibliothèque de la ville, Aleksinac
- 1961 : Hall de l’Université ouvrière, Pristina
- 1963 : Foyer du Théâtre de la Province, Pristina ; Galerie du « Salon d’hivers », Subotica
- 1970 : Foyer du Théâtre de la Province, Pristina ; Hôtel « Breza », Brezovica, Hall de l’usine de filature, Pristina
- 1973 : Galerie des Arts, Kruševac
- 1979 : Galerie des Arts, (rétrospective), Pristina
- 1981 : Galerie des Arts Contemporains, Niš
- 1984 — 1985 : exposition rétrospective, Pavillon « Cvijeta Zuzorić », Belgrade
- 1985 : Trstenik
- 1988 : Galerie Salammbô, Paris
- 1989 : Raška
- 1989 : Galerie du Centre Culturel de Belgrade, Belgrade
- 1990 : Trstenik, Loznica, Krupanj, Obrenovac, Negotin, Belgrade, Bor, Pristina
- 1991 : Galerie du Centre Étudiant, Kragujevac ; Galerie des Arts, Pristina
- 1995 : Galerie des Arts Contemporains, Niš, Galerie « 73 » Belgrade
- 1996 : Galerie « Zamak kulture » (Le Château de la Culture), Vrnjačka Banja, Centre Culturel Serbe « Sv. Sava » (Saint Sava), Subotica ; Musée National, Sombor, Musée National, Kragujevac
- 1997 : Galerie du Centre Culturel, Arilje, Galerie du Centre Culturel, « Karlovačka umetnička radionica » (Ateliers Artistiques de Karlovci), Sremski Karlovci
- 1998 : Rétrospective des œuvres sculptées, Galerie SANU (Académie serbe des sciences et des arts), Belgrade, Département de SANU à Novi Sad, Galerie du Musée National, Leskovac
- 1999 : Centre Culturel, Vlasotince, Galerie des Arts « Čedomir Krstić », Pirot, Galerie du Musée National, Vranje
- 2000 : Maison du Corps Diplomatique, Belgrade
- 2005 : Maison serbe du Kosovo-et-Métochie, Belgrade
- 2006 : Ruski dom (Centre Culturel Russe), Belgrade, Galerie d’Arts Plastiques Contemporains, Niš, Salle de lecture de la Bibliothèque, Novi Kneževac
- 2008 : Petrovac na Mlavi, Despotovac, Žagubica, Svilajnac
- 2010 : Galerie de la  RTS (Radio Télévision de Serbie), Belgrade

## Nouvelles
- Korito (L’Auge), Pristina, 1998.

## Prix et distinctions
- 1954 : Deuxième prix au concours « Jedinstvo » (Unité) pour ses œuvres picturales, Pristina
- 1956 : Deuxième prix pour le « relais de la jeunesse » de l’AOKM (Province Autonome de Kosovo-et-Métochie), Pristina
- 1961 : Prix de Décembre de la Province autonome du Kosovo-et-Métochie, Pristina (il rendra ce prix en 1987)
- 1961 : Deuxième prix pour son projet de monument à Bora Vukmirović et Ramiz Sadik, Pristina
- 1961 : Deuxième prix pour son projet de monument aux partisans des monts Šar, Pristina
- 1962 : Deuxième prix pour son projet de monument au détachement des partisans du « Dr. Dragiša Mišović », Čačak
- 1966 : Premier prix pour son projet de monument aux combattants tombés à Orahovac, Pristina
- 1968 : Plaque commémorative pour sa contribution extraordinaire au développement de l’école technique de pédagogie, Pristina, Distinction pour sa collaboration méritoire avec l’Université ouvrière, Svetozarevo
- 1969 : Prix ULUS (Association des artistes de Serbie) pour la sculpture, Belgrade
- 1971 : Prix de la ville de Priština, Association des artistes du Kosovo, prix pour le rachat des droits pour son projet d’ossuaire pour les yougoslaves tombés en Italie, Gonras
- 1974 : Décoré de l’Ordre de la Fraternité et de l’Unité – couronne d’argent, Belgrade, prix de l’université de Priština, prix du Salon de printemps de l’ULUK (Association des artistes du Kosovo)
- 1975 : Prix du Salon de mai de l’ULUK (Association des artistes du Kosovo), Pristina
- 1977 : Prix de l’ULUPUK (Association des artistes de la province du Kosovo), Pristina
- 1978 : Prix du 7 juillet de la république de Serbie pour la sculpture, Belgrade
- 1979 : Prix pour le rachat des droits par la Galerie des Arts, Pristina
- 1981 : Prix décerné par SULUJ (Regroupement des associations d’artistes de Yougoslavie), Belgrade
- 1986 : Prix AVNOJ (Conseil antifasciste de libération populaire de Yougoslavie) pour la sculpture, Belgrade, premier prix à l’exposition : « Belgrade : inspiration pour les artistes », Belgrade
- 1997 : Premier prix du salon de novembre, Pristina
- 1998 : Prix de la communauté culturelle et éducative de Serbie : Vuk Stefanović Karadžić, pour sa contribution exceptionnelle au développement de la culture en Serbie et dans l’espace culturel serbophile, Belgrade
- 2005 : Reconnaissance de Vidovdan (fête nationale serbe) sa contribution à l’élévation de la pensée universitaire, université de Pristina, Kosovska Mitrovica
- 2007 : Prix du. « Dr Vojislav K. Stojanović » de l’Association des professeurs d’université et scientifiques de Serbie, Belgrade

## Monuments et sculptures dans les lieux publics
- 1963 : Monument à Bora Vukmirović et Ramiz Sadik, Ladovica
- 1964 : Monument aux partisans des monts Šar, Brezovica
- 1969 : Monument à la gloire des partisans, Kačilol
- 1998 : Reliefs des dr Vojislav Dančetović et de l’académicien Vuk Filipovića, Vučitrn ; Buste de Simeon Nemanja, Institut pour la culture serbe, Pristina
- 2000 : Monument à Saint Sava, Leposavić
- 2005 : Buste de Vuk Karadžića, Institut pour les langues slaves, Vienne
- 2005 : Buste de Slobodan Jovanovića, amphitéâtre de la faculté de droit, Belgrade